# تپه گوگده
تپه گوگده مربوط به عصر آهن - دوره اشکانیان است و در شهرستان ازنا، بخش جاپلق، دهستان چاپلق شرقی، ۳۰۰ متری شرق روستای گوگده واقع شده و این اثر در تاریخ ۲۲ آبان ۱۳۸۶ با شمارهٔ ثبت ۲۰۰۶۸ به‌عنوان یکی از آثار ملی ایران به ثبت رسیده است.